# Para-Badminton nos Jogos Parapan-Americanos de 2019
As competições de Para-Badminton nos Jogos Parapan-Americanos de 2019 foram realizadas em Lima, entre 28 de agosto e 1º de setembro, na Villa Deportiva de Videna.
Esta foi a primeira aparição do badminton nos Jogos Parapan, e o evento serviu como um qualificador para adicionar pontos na qualificação para os Jogos Paralímpicos de Tóquio 2020, onde o para-badminton também fará sua primeira aparição. 
Foram disputados 8 eventos (5 masculinos, 2 femininos e 1 misto), contando com a participação de 50 atletas de 11 países participantes.

## Medalhistas
Os medalhistas parapan-americanos em badminton foram:

### Masculino
| Evento         | Ouro                                     | Prata                                 | Bronze                                    |
| -------------- | ---------------------------------------- | ------------------------------------- | ----------------------------------------- |
| Individual SL3 | Pedro de Vinatea PER Peru                | Leonardo Zuffo BRA Brasil             | Rolando Bello CUB Cuba                    |
| Individual SL4 | Raul Anguiano GUA Guatemala              | Rogerio Júnior de Oliveira BRA Brasil | Pascal Lapointe CAN Canadá                |
| Individual SU5 | Eduardo Oliveira BRA Brasil              | Ricardo Cavalli BRA Brasil            | Kleiber Mijares VEN Venezuela             |
| Individual SH6 | Vitor Gonçalves Tavares BRA Brasil       | Miles Krajewski USA Estados Unidos    | Hector Salva PER Peru                     |
| Dupla WH1-WH2  | Julio Godoy Marcelo Conceição BRA Brasil | Rodolfo Cano Rômulo Soares BRA Brasil | Bernard Lapointe Richard Peter CAN Canadá |

### Feminino
| Evento         | Ouro                       | Prata                   | Bronze                          |
| -------------- | -------------------------- | ----------------------- | ------------------------------- |
| Individual WH2 | Pilar Jauregui PER Peru    | Yuka Chokyu CAN Canadá  | Daniele Tôrres Souza BRA Brasil |
| Individual SU5 | Mikaela Almeida BRA Brasil | Olivia Meier CAN Canadá | Laura Lanes CUB Cuba            |

### Misto
| Evento        | Ouro                                    | Prata                              | Bronze                                              |
| ------------- | --------------------------------------- | ---------------------------------- | --------------------------------------------------- |
| Dupla SL3-SU5 | Pascal Lapointe Olivia Meier CAN Canadá | Rolando Bello Laura Lanes CUB Cuba | Ricardo Cavalli Abinaecia Maria da Silva BRA Brasil |

## Quadro de medalhas
| Ordem | País               | Medalha de ouro | Medalha de prata | Medalha de bronze |    |
| ----- | ------------------ | --------------- | ---------------- | ----------------- | -- |
| 1     | BRA Brasil         | 4               | 4                | 2                 | 10 |
| 2     | PER Peru           | 2               |                  | 1                 | 3  |
| 3     | CAN Canadá         | 1               | 2                | 2                 | 5  |
| 4     | GUA Guatemala      | 1               |                  |                   | 1  |
| 5     | CUB Cuba           |                 | 1                | 2                 | 3  |
| 6     | USA Estados Unidos |                 | 1                |                   | 1  |
| 6     | VEN Venezuela      |                 |                  | 1                 | 1  |
| TOTAL | TOTAL              | 8               | 8                | 8                 | 24 |